# Djaty Ier
Djaty Ier (également Djati) est un prince de l'Égypte antique durant la IVe dynastie. Il a été le superviseur d'une expédition royale.

## Biographie
Djaty est un fils de la reine Mérésânkh II, fille du roi Khéops. Les sœurs de Djaty sont Néfertkaou III et Nebty-tepites.
Comme Djaty porte le titre de « Fils du roi de son corps » (sa-nesout khetef, sˁ-nswt ẖt.f), on suppose qu'il est fils d'un roi. On sait que Mérésânkh II a épousé un roi après la mort de son premier mari Horbaf. Ce roi serait le père de Djaty - soit Djédefrê, soit Khéphren. D'autre part, Djaty a peut-être eu son titre parce qu'il était un petit-fils de Khéops.
Djaty est marié et a un fils, Djaty II. Il est possible qu'il ait eu d'autres fils.

## Sépulture
Après sa mort, Djaty a été enterré dans la tombe connue sous le nom de G 7810, un mastaba à Gizeh. Dans la tombe, sa femme et son fils sont représentés. Djaty II est décrit comme le fils aîné de Djaty Ier.